# Hypsosinga rubens
Hypsosinga rubens là một loài nhện trong họ Araneidae.
Loài này thuộc chi Hypsosinga. Hypsosinga rubens được Nicholas Marcellus Hentz miêu tả năm 1847.